# Hemiptiloceroides
Hemiptiloceroides é um gênero de mariposa pertencente à família Crambidae.